# Bena Mpiana
Cet article concerne le peuple. Pour la langue, voir Luba.

## Introduction
Bena-Mpiana est une tribu de l'ethnie Luba du Kasai dont la langue est le Tshiluba. Le groupement de Bena-Mpiana est situé dans le secteur de Tshiyamba territoire de Ngandajika dans le district de Kabinda au Kasaï-Oriental en République démocratique du Congo.

## Histoire
Il semble que le nom de Mpiana n'était réservé exclusivement qu'au fils désigné par le père de son vivant pour la succession dans une monarchie. Rebelle, parce que le testament du père n'a pas été respecté, il s'est résolu de créer une branche avec ses fils y compris ses soutiens. Mais de qui Mpiana serait  le fils? La recherche doit continuer.

## Villages de Bena-Mpiana
Le groupement des Bena Mpiana est composé des localités suivantes :
- Tshibondobondo ;
- Bakwa Mwala ;
- Bena Ntita ;
- Bena Munganda ;
- Bena Kamwanya ;
- Bena Kayemba ;
- Bakwa Mfumu ;
- Bakwa Tshabila.
- Basangane.